# Okrug Žarnovica
Okrug Žarnovica (slovački: Okres Žarnovica) nalazi se u središnjoj Slovačkoj u Banskobistričkom kraju. U okrugu živi 24 463 stanovnika, dok je gustoća naseljenosti 57,54 stan/km². Ukupna površina okruga je 425,08 km². Glavni grad okruga Žarnovica je istoimeni grad Žarnovica s 5576 stanovnika.

## Stanovništvo
| Godina:     | 1994.  | 2004.   | 2014.   | 2024.   |
| ----------- | ------ | ------- | ------- | ------- |
| Broj ljudi: | 27 920 | 27 381  | 26 732  | 24 463  |
| Razlika:    |        | −1,93 % | −2,37 % | −8,48 % |

| Godina:     | 2023.  | 2024.   |
| ----------- | ------ | ------- |
| Broj ljudi: | 24 668 | 24 463  |
| Razlika:    |        | −0,83 % |

## Gradovi
- Žarnovica
- Nová Baňa

## Općine
| - Brehy - Hodruša-Hámre - Horné Hámre - Hrabičov - Hronský Beňadik - Kľak | - Malá Lehota - Orovnica - Ostrý Grúň - Píla - Rudno nad Hronom - Tekovská Breznica | - Veľká Lehota - Veľké Pole - Voznica - Župkov |

## Vanjske poveznice
|  | Zajednički poslužitelj ima još gradiva o temi Okrug Žarnovica |

- Prezentacija okruga Žarnovica  Arhivirana inačica izvorne stranice od 31. prosinca 2010. (Wayback Machine)